# Strata Diocletiana
Strata Diocletiana — линия римских оборонительных укреплений и коммуникаций через Limes arabicus в провинции Сирия на восточной границе Римской империи, построенная в правление римского императора Диоклетиана около 298 года.
Само название (Strata Diocletiana — Путь Диоклетиана) и путь, по которому она проходила, известны исключительно благодаря милевым камням, обнаруженным на месте её расположения, и надписям на них.

## Предыстория
Формирование будущей Strata Diocletiana началось задолго до эпохи Тетрархии. Первая крупная дорога на этом месте, связавшая различные районы Ближнего Востока, появилась, по всей видимости, ещё в IV—III тыс. до н. э. и известна как Царская дорога.
В начале II века н. э., при императоре Траяне, Царская дорога была сильно реконструирована и усовершенствована силами III Киренаикского легиона, размещённого в провинции Аравия Петрейская, после чего получила название Via Traiana Nova — «Новая Траянова дорога».
Затем, на протяжении II — III веков, Via Traiana Nova неоднократно подвергалась реконструкции.

## Причины и история создания
Создание Strata Diocletiana во многом являлось следствием включения в состав Римской империи территории Пальмиры после победы, одержанной Аврелианом над Зенобией. Кроме того, придя к власти, Диоклетиан стремился возродить военную стратегию эпохи Принципата, когда основные силы армии были размещены вдоль границ Римской империи; чтобы исключить всякую возможность прорыва вглубь римской территории, Диоклетиан решает укрепить границы (в том числе — и на востоке) с помощью многочисленных крепостей. Цель императора чётко характеризует Аммиан Марцеллин, отмечавший, что Диоклетиан «усиливал охрану границ со стороны варваров, чтобы персы не могли разгуливать по Сирии». Несмотря на подписание в 298 году в Нисибисе мирного договора между Римской империей и сасанидским Ираном, обе стороны готовились к дальнейшему продолжению вооружённой борьбы за господство в Передней Азии.
В силу всех этих причин римлянами была построена полоса укреплений на границе с Месопотамией по линии Дамаск — Пальмира — Сура, которая и получила название Strata Diocletiana.
Краткое сообщение о строительстве Strata содержится в «Хронографии» Иоанна Малалы:
«Диоклетиан возвел на лимесе форты — от Египта вплоть до персидских границ, разместив в них солдат лимитанов и поставив в провинциях дуксов, чтобы они с многочисленными войсками осуществляли охрану по эту сторону от фортов. И во славу Августа и Цезаря на сирийском лимесе были возведены стелы»

## СтруктураStrata Diocletiana
Между южным (Дамаск) и центральным (Пальмира) опорными пунктами была возведена сеть маленьких прямоугольных крепостей (castellum), окаймлявших мощёную дорогу, на расстоянии 20 римских миль друг от друга. В основании этих сооружений лежит квадрат либо слегка вытянутый четырёхугольник со сторонами от 40 до 50 метров. Стены, имеющие в среднем толщину в три метра, были построены следующим способом: «Двойная стена из бутового камня, кладка среднего размера, с лицевой стороны камень выровнен и точно подогнан, концевая часть слегка обтесана, камень уложен тычком. Промежуточная кладка произведена с помощью известкового раствора». На углах, создающих стенные выступы, имеются квадратные, полуквадратные или полукруглые башни; внутрь крепости ведёт единственная дверь, проделанная посередине одной из стен.
На северном участке (Пальмира — Сура) укрепления типа castellum уступают место другому виду фортификационных сооружений, представляющему собой форт меньшего размера с четырьмя угловыми башнями, обнесенный более мощным поясом укреплений. В случае опасности они должны были принимать не только гарнизон, но и гражданское население, жившее в окрестностях фортов.

## Боевые части
О расположении боевых частей в районе Strata Diocletiana можно судить по Notitia Dignitatum, где в главах, посвящённых дукату Финикии и дукату Сирии, перечислены войсковые подразделения, расквартированные на данной территории.
Римские гарнизоны размещались в крепостях, располагавшихся либо непосредственно у дороги, либо на определённом расстоянии от неё.

### Южный (финикийский) участок (Дамаск — Пальмира)
Из 12 кавалерийских частей (equites) только один эскадрон определённо находился на Strata Diocletiana. Он стоял в Абире (Abira) (совр. ал-Басири) — точке, которую римляне занимали с давних времен и которая была расположена на важном участке пути; остальные эскадроны размещались во внутренних областях, в бургах или дорожных станциях, лежавших в зоне, простиравшейся на расстояние до 70 км за пределами Strata. Из двух легионов один находился в Пальмире, второй — в глубине римской территории. Из 12 когорт и ал, размещённых на территории Финикии, пять определённо располагались в находившихся на южном участке Strata Diocletiana крепостях. Таким образом, общая глубина этой оборонительной линии составляла до 70 км.

### Северный (сирийский) участок (Пальмира — Сура)
Из 10 расквартированных в Сирии кавалерийских подразделений три были расположены на Strata, остальные — либо на расстоянии от неё, либо в пунктах, на сегодняшний день точно не идентифицируемых; из двух сирийских легионов один точно находился на Strata Diocletiana и размещался в Суре — северном конечном пункте этой линии; не меньше чем одна из шести размещавшихся в Сирии ал и когорт также находилась в одной из крепостей, расположенных на самой Strata.

## Strata DiocletianaвIV—VI веках
В IV веке Strata, возможно, находилась под контролем Лахмидов — одного из арабских племён.
Эта система укреплений использовалась до VI века. В этот период вопрос о контроле над Strata стал предметом разногласий между гассанидскими и лахмидскими арабами. Первые из них были вассалами Византии, вторые — Персии. Прокопий Кесарийский сообщает, что в период действия «Вечного мира» Хосров I дал указание лахмидскому филарху Аламундару придумать повод для новой войны, и Аламундар, обвинив Арефу в том, что тот чинит ему насилия в пограничных областях, начал производить набеги на земли римлян.

## Strataв наши дни
На сегодняшний день сохранились отдельные участки Strata Diocletiana, по некоторым из которых проложены шоссейные дороги. Также сохранились остатки римских крепостей, располагавшихся вдоль Strata.